# Aeroportul Alta Floresta
Aeroportul Alta Floresta (IATA: AFL, ICAO: SBAT) este un aeroport din Mato Grosso, Brazilia ce deservește zona Alta Floresta. Aeroportul a fost tranzitat în 2022 de 54.776 de pasageri. A fost numit după zona deservită.
Situat la o altitudine de 289 m, aeroportul dispune de 1 pistă.

## Infrastructură

### Piste
Aeroportul dispune de o singură pistă. Pista 4/22 are suprafața de asfalt și dimensiunile 2.500 m × 30 m. 